# Gerson Vieira
Gerson Vieira (sinh ngày 4 tháng 10 năm 1992) là một cầu thủ bóng đá người Brasil.